# Gösta Helleberg

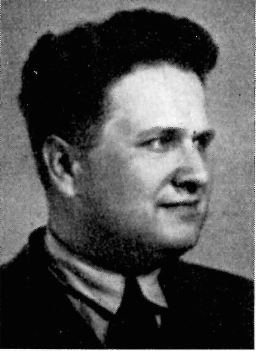
Gösta Helleberg.

Gösta Helleberg, född 26 mars 1908 i Trollhättan, död 5 mars 1971 i Gävle, var en svensk läkare. Han var son till Axel Helleberg.
Efter studentexamen i Stockholm 1926 blev Hellberg medicine kandidat 1931 och medicine licentiat vid Uppsala universitet 1938. Han var underläkare på Ulricehamns kurhotell 1938–1939, på Sandträsk sanatorium 1939–1942, på tuberkulosavdelningen vid Malmö allmänna sjukhus 1942–1946, på medicinska kliniken där 1946–1947, överläkare på Sandträsk sanatorium 1948–1952, på Bollnäs sanatorium 1952–1961, på Jonas Selggrens sjukhus i Strömsbro 1961–1965 och på lungkliniken vid Gävle lasarett från 1965.